# Laureaci i nominowani do Booker Prize
Poniższy wykaz przedstawia laureatów i nominowanych do nagrody Booker Prize.
Nagroda jest przyznawana nieprzerwanie od 1969 roku dla najlepszej powieści napisanej w języku angielskim. Do 2013 roku nominowany mógł zostać obywatel Wspólnoty Narodów i Irlandii, obecnie brane pod uwagę są wszystkie prace wydane w Wielkiej Brytanii i napisane w języku angielskim (a nie przetłumaczone na ten język) .
Do roku 2000 ogłaszano jedynie finalistów nagrody, jednak w kolejnym roku zaczęto publikować również długie listy nominacji.
W ramach nagrody tworzono również specjalne wyróżnienia. W 1993 roku "Booker of Bookers" został przyznany Dzieciom północy Salmana Rushdiego (laureat z 1981) jako najlepszej książce w 25-letniej historii nagrody. Książka wygrała również w publicznym głosowaniu w 2008 roku z okazji 40-lecia Bookera i otrzymała "The Best of the Booker". W 2018 roku z okazji 50-lecia nagrody przyznano "Golden Man Booker" powieści Angielski pacjent Michaela Ondaatjego (laureat z 1992). W 2011 roku uhonorowano również Beryl Bainbridge, która znalazła się pięciokrotnie w finale nagrody, przyznając jej "Best of Beryl" za Master Georgie (nominacja w 1998).

## 1969
- P.H. Newby, Something to Answer For
  - Barry England(inne języki), Figures in a Landscape
  - Nicholas Mosley(inne języki), Impossible Object
  - Iris Murdoch, The Nice and the Good, wyd. pol. Miły i dobry(inne języki) (1994)
  - Muriel Spark, The Public Image, wyd. pol. Gwiazda filmowa(inne języki) (1975)
  - Gordon M. Williams(inne języki), From Scenes like These

Jury: Rebecca West, Stephen Spender, Frank Kermode.

## 1970
- Bernice Rubens, The Elected Member – wyd. pol. Wybrany(inne języki) (2013)
  - A.L. Barker(inne języki), John Brown's Body
  - Elizabeth Bowen, Eva Trout
  - Iris Murdoch, Bruno's Dream, wyd. pol. Sen Brunona(inne języki) (2002)
  - William Trevor, Mrs Eckdorf in O’Neill's Hotel
  - T.W. Wheeler(inne języki), The Conjunction

Jury: Rebecca West, Richard Hoggart, Ross Higgins, Antonia Fraser.

## 1970*
laureat
- J.G. Farrell, Troubles – wyd. pol. Niepokoje (1981)

finaliści
- Mary Renault, Fire from Heaven, wyd. pol. Ogień z niebios (1996)
- Nina Bawden, The Birds on the Trees
- Shirley Hazzard, The Bay of Noon
- Muriel Spark, The Driver's Seat
- Patrick White, The Vivisector, wyd. pol. Wiwisekcja (1973)

pozostałe nominacje
- Ruth Rendell, A Guilty Thing Surprised
- Joe Orton, Head to Toe
- Patrick O’Brian, Master and Commander, wyd. pol. Dowódca „Sophie” (1997)
- Shiva Naipaul, Fireflies
- Iris Murdoch, A Fairly Honourable Defeat
- David Lodge, Out of the Shelter, wyd. pol. Alarm odwołany (1994)
- Margaret Laurence, The Fire-Dwellers
- Francis King, A Domestic Animal
- Susan Hill, I'm the King of the Castle, wyd. pol. Jestem królem zamku (1984)
- Reginald Hill, A Clubbable Woman
- Elaine Feinstein, The Circle
- Len Deighton, Bomber, wyd. pol. Nalot (1989)
- Christy Brown, Down All The Days
- Melvyn Bragg, A Place in England
- H.E. Bates, A Little Of What You Fancy
- Brian W. Aldiss, The Hand-Reared Boy

W 1971 roku, podczas drugiej edycji Nagrody Bookera, doszło do zmiany regulaminu, w wyniku czego do nagrody nie mogło zostać zgłoszonych wiele książek opublikowanych w 1970 roku.
W 2010 specjalne jury (poeta i powieściopisarz Tobias Hill, prezenterka telewizyjna Katie Derham oraz dziennikarka i krytyczka Rachel Cooke) – z których wszyscy urodzili się w 1970 r. lub podobnym czasie – zostało powołane w celu wybrania krótkiej listy sześciu powieści z tego roku.
Laureatem Nagrody Bookera „Lost Man Booker Prize” został J.G. Farrell. Rodzina przyjęła w jego imieniu oprawiony przez projektanta egzemplarz powieści.

## 1971
- V.S. Naipaul, In a Free State – wyd. pol. W wolnym kraju(inne języki) (1974)
  - Thomas Kilroy(inne języki), The Big Chapel
  - Doris Lessing, Briefing for a Descent into Hell, wyd. pol. Przed zstąpieniem do piekieł(inne języki) (2008)
  - Mordecai Richler, St Urbain's Horseman
  - Derek Robinson(inne języki), Goshawk Squadron
  - Elizabeth Taylor(inne języki), Mrs Palfrey at the Claremont

Jury: Saul Bellow, John Fowles, Antonia Fraser, Philip Toynbee.

## 1972
- John Berger, G. – wyd. pol. G.(inne języki) (1987)
  - Susan Hill, Bird of Night, wyd. pol. Ptak nocy(inne języki) (1972)
  - Thomas Keneally, The Chant of Jimmie Blacksmith
  - David Storey(inne języki), Pasmore, wyd. pol. Pasmore(inne języki) (1975)

Jury: Cyril Connolly, George Steiner, Elizabeth Bowen.

## 1973
- James Gordon Farrell, The Siege of Krishnapur – wyd. pol. Oblężenie Krisznapuru(inne języki) (1979)
  - Beryl Bainbridge, The Dressmaker
  - Elizabeth Mavor(inne języki), The Green Equinox
  - Iris Murdoch, The Black Prince, wyd. pol. Czarny książę(inne języki) (1977)

Jury: Karl Miller, Edna O'Brien, Mary McCarthy.

## 1974
- Nadine Gordimer, The Conservationist – wyd. pol. Zachować swój świat(inne języki) (1982), oraz
- Stanley Middleton, Holiday – wyd. pol. Wakacje (2015)
  - Kingsley Amis, Ending Up
  - Beryl Bainbridge, The Bottle Factory Outing
  - C.P. Snow, In Their Wisdom

Jury: Ion Trewin, A.S. Byatt, Elizabeth Jane Howard.

## 1975
- Ruth Prawer Jhabvala, Heat and Dust – wyd. pol. W upale i kurzu(inne języki) (2010)
  - Thomas Keneally, Gossip from the Forest, wyd. pol. Koniec wielkiej wojny(inne języki) (1996)

Jury: Angus Wilson, Peter Ackroyd, Susan Hill, Roy Fuller.

## 1976
- David Storey(inne języki), Saville – wyd. pol. Saville(inne języki) (1982) 
  - André Brink, An Instant in the Wind, wyd. pol. Chwila na wietrze(inne języki) (1992)
  - R.C. Hutchinson(inne języki), Rising
  - Brian Moore, The Doctor's Wife
  - Julian Rathbone(inne języki), King Fisher Lives
  - William Trevor, The Children of Dynmouth

Jury: Walter Allen, Mary Wilson, Francis King.

## 1977
- Paul Scott, Staying On – wyd. pol. Ci, co pozostali(inne języki) (1992)
  - Paul Bailey, Peter Smart's Confessions
  - Caroline Blackwood(inne języki), Great Granny Webster
  - Jennifer Johnston(inne języki), Shadows on our Skin, wyd. pol. Chmura cieni(inne języki) (1977)
  - Penelope Lively, The Road to Lichfield, wyd. pol. Droga do Lichfield(inne języki) (1990)
  - Barbara Pym, Quartet in Autumn

Jury: Philip Larkin, Beryl Bainbridge, Brendan Gill, David Hughes, Robin Ray.

## 1978
- Iris Murdoch, The Sea, the Sea – wyd. pol. Morze, morze(inne języki) (1986)
  - Kingsley Amis, Jake's Thing
  - André Brink, Rumours of Rain
  - Penelope Fitzgerald, The Bookshop
  - Jane Gardam(inne języki), God on the Rocks
  - Bernice Rubens, A Five-Year Sentence

Jury: A.J. Ayer, Clare Boylan, Derwent May, P. H. Newby, Angela Huth.

## 1979
- Penelope Fitzgerald, Offshore
  - Thomas Keneally, Confederates
  - V.S. Naipaul, A Bend in the River, wyd. pol. Zakręt rzeki(inne języki) (Czytelnik 1985; Noir sur Blanc 2002)
  - Julian Rathbone(inne języki), Joseph
  - Fay Weldon, Praxis

Jury: Asa Briggs, Benny Green, Michael Ratcliffe, Hilary Spurling, Paul Theroux.

## 1980
- William Golding, Rites of Passage – wyd. pol. Rytuały morza(inne języki) (1994)
  - Anthony Burgess, Earthly Powers
  - Anita Desai, Clear Light of Day
  - Alice Munro, The Beggar Maid
  - Julian O’Faolain(inne języki), No Country for Young
  - Barry Unsworth, Pascali's Island, wyd. pol. Wyspa Pascalego(inne języki) (2000)
  - J.L. Carr(inne języki), A Month in the Country

Jury: David Daiches, Ronald Blythe, Margaret Forster, Claire Tomalin, Brian Wenham.

## 1981
- Salman Rushdie, Midnight’s Children – wyd. pol. Dzieci północy (Czytelnik 1989)
  - Molly Keane(inne języki), Good Behaviour
  - Doris Lessing, The Sirian Experiments
  - Ian McEwan, The Comfort of Strangers, wyd. pol. Ukojenie(inne języki) (1992)
  - Ann Schlee(inne języki), Rhine Journey
  - Muriel Spark, Loitering with Intent
  - D.M. Thomas, The White Hotel, wyd. pol. Biały hotel(inne języki) (1994)

Jury: Malcolm Bradbury, Brian W. Aldiss, Joan Bakewell, Samuel Hynes, Hermione Lee.

## 1982
- Thomas Keneally, Schindler's Ark – wyd. pol. Lista Schindlera(inne języki) (Prószyński i S-ka 1993 i 2003)
  - John Arden, Silence Among the Weapons
  - William Boyd, An Ice-Cream War, wyd. pol. Jak lody w słońcu(inne języki) (1990)
  - Lawrence Durrell, Constance or Solitary Practices, wyd. pol. Constance, albo praktyki samotności(inne języki) (2002)
  - Alice Thomas Ellis(inne języki), The 27th Kingdom
  - Timothy Mo, Sour Sweet, wyd. pol. Kwaśno-słodko(inne języki) (1991)

Jury: John Carey, Paul Bailey, Frank Delaney, Janet Morgan, Lorna Sage.

## 1983
- J.M. Coetzee, The Life and Times of Michael K – wyd. pol. Życie i czasy Michaela K. (2004)
  - Malcolm Bradbury, Rates of Exchange, wyd. pol. Kursy wymiany (1994)
  - John Fuller, Flying to Nowhere, wyd. pol. Lot donikąd(inne języki) (1992)
  - Anita Mason(inne języki), The Illusionist
  - Salman Rushdie, Shame, wyd. pol. Wstyd (Rebis 2000)
  - Graham Swift, Waterland, wyd. pol. Kraina wód(inne języki) (1992)

Jury: Fay Weldon, Angela Carter, Terence Kilmartin, Peter Porter, Libby Purves.

## 1984
- Anita Brookner, Hotel du Lac – wyd. pol. Hotel du Lac(inne języki) (1989)
  - J.G. Ballard, Empire of the Sun, wyd. pol. Imperium słońca (1990)
  - Julian Barnes, Flaubert's Parrot, wyd. pol. Papuga Flauberta(inne języki) (1992)
  - Anita Desai, In Custody
  - Penelope Lively, According to Mark
  - David Lodge, Small World, wyd. pol. Mały światek(inne języki) (2001)

Jury: Richard Cobb, Anthony Curtis, Polly Devlin, John Fuller, Ted Rowlands.

## 1985
- Keri Hulme, The Bone People
  - Peter Carey, Illywhacker
  - J.L. Carr(inne języki), The Battle of Pollocks Crossing
  - Doris Lessing, The Good Terrorist, wyd. pol. Dobra terrorystka(inne języki) (2008)
  - Jan Morris, Last Letters from Hav
  - Iris Murdoch, The Good Apprentice, wyd. pol. Zacny uczeń(inne języki) (1995)

Jury: Norman St John-Stevas, Joanna Lumley, Marina Warner, Nina Bawden, J.W. Lambert.

## 1986
- Kingsley Amis, The Old Devils – wyd. pol. Stare diabły(inne języki) (1996)
  - Margaret Atwood, The Handmaid's Tale, wyd. pol. Opowieść podręcznej (1992)
  - Paul Bailey, Gabriel's Lament
  - Robertson Davies, What's Bred in the Bone, wyd. pol. Czym skorupka...(inne języki) (2000)
  - Kazuo Ishiguro, An Artist of the Floating World, wyd. pol. Malarz świata ułudy (1991)
  - Timothy Mo, An Insular Possession

Jury: Anthony Thwaite, Edna Healey, Isabel Quigly, Gillian Reynolds, Bernice Rubens.

## 1987
- Penelope Lively, Moon Tiger
  - Chinua Achebe, Anthills of the Savannah
  - Peter Ackroyd, Chatterton
  - Nina Bawden(inne języki), Circles of Deceit
  - Brian Moore, The Colour of Blood, wyd. pol. W kolorze krwi(inne języki) (1992)
  - Iris Murdoch, The Book and the Brotherhood, wyd. pol. Mędrcy i kochankowie(inne języki) (2000)

Jury: P.D. James, Selina Hastings, Allan Massie, Trevor McDonald, John B. Thompson.

## 1988
- Peter Carey, Oscar and Lucinda – wyd. pol. Oskar i Lucynda(inne języki) (Prószyński i S-ka 2000)
  - Bruce Chatwin, Utz, wyd. pol. Utz (1993)
  - Penelope Fitzgerald, The Beginning of Spring
  - David Lodge, Nice Work, wyd. pol. Fajna robota (1998)
  - Salman Rushdie, The Satanic Verses, wyd. pol. Szatańskie wersety (1992)
  - Marina Warner(inne języki), The Lost Father

Jury: Michael Foot, Sebastian Faulks, Philip French, Blake Morrison, Rose Tremain.

## 1989
- Kazuo Ishiguro, The Remains of the Day – wyd. pol. Okruchy dnia (również: U schyłku dnia) (1993)
  - Margaret Atwood, Cat's Eye, wyd. pol. Kocie oko(inne języki) (1995)
  - John Banville, The Book of Evidence, wyd. pol. Księga zeznań(inne języki) (2001)
  - Sybille Bedford(inne języki), Jigsaw
  - James Kelman, A Disaffection
  - Rose Tremain, Restoration, wyd. pol. Powrót(inne języki) (1996)

Jury: David Lodge, Maggie Gee, Helen McNeil, David Profumo, Edmund White.

## 1990
- A.S. Byatt, Possession: A Romance – wyd. pol. Opętanie(inne języki) (1998)
  - Beryl Bainbridge, An Awfully Big Adventure
  - Penelope Fitzgerald, The Gate of Angels
  - John McGahern(inne języki), Amongst Women
  - Brian Moore, Lies of Silence
  - Mordecai Richler, Solomon Gursky Was Here

Jury: Denis Forman, Susannah Clapp, A. Walton Litz, Hilary Mantel, Kate Saunders.

## 1991
- Ben Okri, The Famished Road – wyd. pol. Droga bez dna(inne języki) (1994)
  - Martin Amis, Time's Arrow, wyd. pol. Strzała czasu(inne języki) (1997)
  - Roddy Doyle, The Van, wyd. pol. Furgonetka(inne języki) (1996)
  - Rohinton Mistry, Such a Long Journey
  - Timothy Mo, The Redundancy of Courage, wyd. pol. Na nic odwaga(inne języki) (1994)
  - William Trevor, Reading Turgenev (from Two Lives)

Jury: Jeremy Treglown, Penelope Fitzgerald, Jonathan Keates, Nicholas Mosley, Ann Schlee.

## 1992
- Michael Ondaatje, The English Patient – wyd. pol. Angielski pacjent (Muza 1994)
- oraz Barry Unsworth, Sacred Hunger
  - Christopher Hope, Serenity House, wyd. pol. Pogodny dom(inne języki) (1995)
  - Patrick McCabe, The Butcher Boy, wyd. pol. Chłopak rzeźnika (1994)
  - Ian McEwan, Black Dogs, wyd. pol. Czarne psy(inne języki) (1998)
  - Michèle Roberts(inne języki), Daughters of the House

Jury: Victoria Glendinning, John Coldstream, Valentine Cunningham, Harriet Harvey Wood, Mark Lawson.

## 1993
- Roddy Doyle, Paddy Clarke Ha Ha Ha – wyd. pol. Paddy Clarke Ha! Ha! Ha!(inne języki) (1995)
  - Tibor Fischer, Under the Frog, wyd. pol. Pod żabą(inne języki) (2002)
  - Michael Ignatieff, Scar Tissue
  - David Malouf, Remembering Babylon, wyd. pol. Wspomnienie Babilonu(inne języki) (1999)
  - Caryl Phillips(inne języki), Crossing the River
  - Carol Shields, The Stone Diaries, wyd. pol. Kronika ryta w kamieniu(inne języki) (1998)

Jury: Grey Gowrie,  Gillian Beer, Anne Chisholm, Nicholas Clee, Olivier Todd.

## 1994
- James Kelman, How late it was, how late – wyd. pol. Jak późno było, jak późno(inne języki) (2011)
  - Romesh Gunesekera(inne języki), Reef
  - Abdulrazak Gurnah, Paradise, wyd. pol. Raj (2023)
  - Alan Hollinghurst, The Folding Star, wyd. pol. Spadająca gwiazda(inne języki) (1997)
  - George Mackay Brown, Beside the Ocean of Time, wyd. pol. Nad oceanem czasu (2019)
  - Jill Paton Walsh(inne języki), Knowledge of Angels, wyd. pol. Wiedza aniołów(inne języki) (2000)

Jury: John Bayley, Julia Neuberger, Alastair Niven, Alan Taylor, James Wood.

## 1995
- Pat Barker, The Ghost Road
  - Justin Cartwright(inne języki), In Every Face I Meet
  - Salman Rushdie, The Moor's Last Sigh, wyd. pol. Ostatnie westchnienie Maura (1997)
  - Barry Unsworth, Morality Play, wyd. pol. Opowieść o czynach Złego Ducha(inne języki) (1996)
  - Tim Winton(inne języki), The Riders, wyd. pol. Jeźdźcy(inne języki) (1998)

Jury: George Walden, Kate Kellaway, Peter Kemp, Adam Mars-Jones, Ruth Rendell.

## 1996
- Graham Swift, Last Orders – wyd. pol. Ostatnia kolejka(inne języki) (Rebis 1998)
  - Margaret Atwood, Alias Grace, wyd. pol. Grace i Grace(inne języki) (1998)
  - Beryl Bainbridge, Every Man for Himself, wyd. pol. Każdy troszczy się o siebie(inne języki) (1998)
  - Seamus Deane(inne języki), Reading in the Dark, wyd. pol. Czytając w ciemności(inne języki) (1998)
  - Shena Mackay(inne języki), The Orchard on Fire
  - Rohinton Mistry, A Fine Balance, wyd. pol. Delikatna równowaga (2014)

Jury: Carmen Callil, Jonathan Coe, Ian Jack, A.L. Kennedy, A.N. Wilson.

## 1997
- Arundhati Roy, The God of Small Things – wyd. pol. Bóg rzeczy małych(inne języki) (Świat Książki 2000)
  - Jim Crace, Quarantine
  - Mick Jackson, The Underground Man
  - Bernard MacLaverty, Grace Notes
  - Tim Parks(inne języki), Europa
  - Madeleine St John(inne języki), The Essence of the Thing

Jury: Gillian Beer, Rachel Billington, Jason Cowley, Jan Dalley, Dan Jacobson.

## 1998
- Ian McEwan, Amsterdam – wyd. pol. Amsterdam(inne języki) (Świat Książki 1999)
  - Beryl Bainbridge, Master Georgie
  - Julian Barnes, England, England, wyd. pol. Anglia, Anglia(inne języki) (2003)
  - Martin Booth(inne języki), The Industry of Souls
  - Patrick McCabe, Breakfast on Pluto
  - Magnus Mills, The Restraint of Beasts, wyd. pol. Poskramianie bydła (2001)

Jury: Douglas Hurd, Valentine Cunningham, Penelope Fitzgerald, Miriam Gross, Nigella Lawson.

## 1999
- J.M. Coetzee, Disgrace – wyd. pol. Hańba (2003)
  - Anita Desai, Fasting, Feasting, wyd. pol. Czas postu, czas uczty(inne języki) (2004)
  - Michael Frayn(inne języki), Headlong, wyd. pol. Na oślep(inne języki) (2001)
  - Andrew O’Hagan(inne języki), Our Fathers
  - Ahdaf Soueif(inne języki), The Map of Love, wyd. pol. Mapa miłości(inne języki) (2006)
  - Colm Tóibín, The Blackwater Lightship

Jury: Gerald Kaufman, Shena Mackay,  John Sutherland, Boyd Tonkin, Natasha Walter.

## 2000
- Margaret Atwood, The Blind Assassin – wyd. pol. Ślepy zabójca (Prószyński i S-ka 2002)
  - Trezza Azzopardi, The Hiding Place, wyd. pol. Kryjówka(inne języki) (Rebis 2001)
  - Michael Collins(inne języki), The Keepers of Truth
  - Kazuo Ishiguro, When we were Orphans, wyd. pol. Kiedy byliśmy sierotami (2000)
  - Matthew Kneale(inne języki), English Passengers
  - Brian O’Doherty(inne języki), The Deposition of Father McGeevy

Jury: Simon Jenkins, Roy Foster, Mariella Frostrup, Caroline Gascoigne, Rose Tremain.

## 2001
laureat
- Peter Carey, True History of the Kelly Gang – wyd. pol. Prawdziwa historia Neda Kelly’ego(inne języki) (Prószyński i S-ka 2005)

finaliści
- Ian McEwan, Atonement, wyd. pol. Pokuta (2002)
- Andrew Miller, Oxygen
- David Mitchell, number9dream, wyd. pol. Sen numer 9(inne języki) (2002)
- Rachel Seiffert(inne języki), The Dark Room
- Ali Smith, Hotel World, wyd. pol. Hotel Świat(inne języki) (2007)

pozostałe nominacje
- Manil Suri, The Death of Vishnu, wyd. pol. Wisznu umiera (2003)
- Beryl Bainbridge, According to Queeney
- Jane Urquhart, The Stone Carvers
- Derek Beaven, If the Invader Comes
- Marina Warner, The Leto Bundle, wyd. pol. Węzeł Leto (2004)
- Melvyn Bragg, A Son of War
- Ciaran Carson, Shamrock Tea, wyd. pol. Irlandzka herbatka (2008)
- Stevie Davies, The Element of Water
- Nadine Gordimer, The Pickup
- Patricia Grace, Dogside Story
- Abdulrazak Gurnah, By the Sea, wyd. pol. Nad morzem (2024)
- Nick Hornby, How to Be Good, wyd. pol. Jak być dobrym (2002)
- Zvi Jagendorf, Wolfy and the Strudelbakers
- James Kelman, Translated Accounts
- Eoin McNamee, The Blue Tango
- Ferdinand Mount, Fairness
- V. S. Naipaul, Half a Life, wyd. pol. Pół życia (2004)
- Philip Pullman, The Amber Spyglass, wyd. pol. Bursztynowa luneta (2004)

Jury: Kenneth Baker, Philip Hensher, Michèle Roberts, Kate Summerscale, Rory Watson.

## 2002
laureat
- Yann Martel, Life of Pi – wyd. pol. Życie Pi (2003)

finaliści
- Rohinton Mistry, Family Matters, wyd. pol. Sprawy rodzinne(inne języki) (2005)
- Carol Shields, Unless
- William Trevor, The Story of Lucy Gault
- Sarah Waters, Fingersmith, wyd. pol. Złodziejka(inne języki) (Prószyński i S-ka 2004)
- Tim Winton(inne języki), Dirt Music

pozostałe nominacje
- William Boyd, Any Human Heart
- Anita Brookner, The Next Big Thing
- Robert Edric, Peacetime
- Michael Frayn, Spies
- Linda Grant, Still Here
- Philip Hensher, The Mulberry Empire
- Howard Jacobson, Who's Sorry Now?
- Jon McGregor, If Nobody Speaks of Remarkable Things
- Will Self, Dorian
- Zadie Smith, The Autograph Man, wyd. pol. Łowca autografów (2005)
- Colin Thubron, To the Last City
- Dannie Abse, The Strange Case of Dr Simmonds & Dr Glas
- John Banville, Shroud
- Joan Barfoot, Critical Injuries

Jury: Lisa Jardine, David Baddiel, Russell Celyn Jones, Salley Vickers, Erica Wagner. 

## 2003
laureat
- DBC Pierre, Vernon God Little – wyd. pol. Vernon(inne języki) (Muza 2004)

finaliści
- Monica Ali, Brick Lane, wyd. pol. Brick Lane(inne języki) (Zysk i S-ka 2004)
- Margaret Atwood, Oryx and Crake, wyd. pol. Oryks i Derkacz(inne języki) (2004)
- Damon Galgut(inne języki), The Good Doctor, wyd. pol. Dobry lekarz(inne języki) (2007)
- Zoë Heller(inne języki), Notes on a Scandal, wyd. pol. Notatki o skandalu(inne języki) (Muza 2004)
- Clare Morrall(inne języki), Astonishing Splashes of Colour, wyd. pol. Zdumiewające błyski barw(inne języki) (2004)

pozostałe nominacje
- Jonathan Raban, Waxwings
- Graham Swift, The Light of Day, wyd. pol. W świetle dnia (2003)
- Martin Amis, Yellow Dog
- Barbara Trapido, Frankie & Stankie
- Carol Birch, Turn Again Home
- Melvyn Bragg, Crossing the Lines
- J.M. Coetzee, Elizabeth Costello, wyd. pol. Elizabeth Costello (2006)
- Julia Darling, The Taxi Driver's Daughter
- Gerard Donovan, Schopenhauer's Telescope
- Barbara Gowdy, The Romantic, wyd. pol. Romantyczna (2005)
- Mark Haddon, The Curious Incident of the Dog in the Night-time, wyd. pol. Dziwny przypadek psa nocną porą (2004)
- Francis King, The Nick of Time
- Shena Mackay, Heligoland
- John Murray, Jazz etc
- Julie Myerson, Something Might Happen, wyd. pol. Coś się stanie (2007)
- Tim Parks, Judge Savage
- Caryl Phillips, A Distant Shore, wyd, pol. Odległy brzeg (2006)

Jury: John Carey, Rebecca Stephens, A.C. Grayling, D.J. Taylor, Francine Stock. 

## 2004
laureat
- Alan Hollinghurst, The Line of Beauty – wyd. pol. Linia piękna(inne języki) (2005)

finaliści
- Achmat Dangor(inne języki), Bitter Fruit
- Sarah Hall(inne języki), The Electric Michelangelo
- David Mitchell, Cloud Atlas, wyd. pol. Atlas chmur (2006)
- Colm Tóibín, The Master, wyd. pol. Mistrz(inne języki) (Rebis 2005)
- Gerard Woodward(inne języki), I'll go to Bed at Noon

pozostałe nominacje
- Lewis DeSoto, A Blade of Grass, wyd. pol. Źdźbło trawy (2004)
- James Hamilton-Paterson, Cooking with Fernet Branca
- Justin Haythe, The Honeymoon
- Shirley Hazzard, The Great Fire
- Gail Jones, Sixty Lights, wyd. pol. Sześćdziesiąt świateł (2006)
- Sam North, The Unnumbered
- Nicholas Shakespeare, Snowleg
- Matt Thorne, Cherry, wyd. pol. Cherry (2006)
- Chimamanda Ngozi Adichie, Purple Hibiscus, wyd. pol. Fioletowy hibiskus (2008)
- Nadeem Aslam, Maps for Lost Lovers, wyd. pol. Mapy dla zagubionych kochanków (2006)
- Nicola Barker, Clear: A Transparent Novel
- John Bemrose, The Island Walkers
- Ronan Bennett, Havoc, in Its Third Year
- Susanna Clarke, Jonathan Strange & Mr Norrell, wyd. pol. Jonathan Strange i pan Norrell (2005)
- Neil Cross, Always the Sun
- Louise Dean, Becoming Strangers, wyd. pol. Coraz dalej od siebie (2006)

Jury: Chris Smith, Tibor Fischer, Robert Macfarlane, Rowan Pelling, Fiammetta Rocco. 

## 2005
laureat
- John Banville, The Sea – wyd. pol. Morze(inne języki) (2007)

finaliści
- Julian Barnes, Arthur & George, wyd. pol. Arthur i George(inne języki) (2007)
- Sebastian Barry, A Long Long Way
- Kazuo Ishiguro, Never Let Me Go, wyd. pol. Nie opuszczaj mnie (2005)
- Ali Smith, The Accidental, wyd. pol. Przypadkowa(inne języki) (2007)
- Zadie Smith, On Beauty, wyd. pol. O pięknie (2006)

pozostałe nominacje
- William Wall, This is the Country
- Ian McEwan, Saturday, wyd. pol. Sobota (2005)
- John Banville, The Sea, wyd. pol. Morze (2007)
- J.M. Coetzee, Slow Man, wyd. pol. Powolny człowiek (2006)
- Tash Aw, The Harmony Silk Factory
- Rachel Cusk, In the Fold
- Dan Jacobson, All for Love
- Marina Lewycka, A Short History of Tractors in Ukrainian, wyd. pol. Zarys dziejów traktora po ukraińsku (2006)
- Hilary Mantel, Beyond Black
- James Meek, The People’s Act of Love, wyd. pol. Ludowy akt miłości (2007)
- Salman Rushdie, Shalimar the Clown, wyd. pol. Śalimar klaun (2016)
- Harry Thompson, This Thing of Darkness

Jury: John Sutherland, Lindsay Duguid, Rick Gekoski, Josephine Hart, David Sexton. 
W tym samym roku Ismail Kadare otrzymał Man Booker International Prize. 

## 2006
laureatka
- Kiran Desai, The Inheritance of Loss – wyd. pol. Brzemię rzeczy utraconych(inne języki) (2007)

finaliści
- Kate Grenville(inne języki), The Secret River
- M.J. Hyland(inne języki), Carry Me Down, wyd. pol. Odzyskany(inne języki) (2008)
- Hisham Matar, In the Country of Men, wyd. pol. W kraju mężczyzn (2011)
- Edward St Aubyn, Mother’s Milk, wyd. pol. Mleko matki. W końcu (2017)
- Sarah Waters, The Night Watch, wyd. pol. Pod osłoną nocy(inne języki) (2007)

pozostałe nominacje
- Nadine Gordimer, Get a Life, wyd. pol. Zrozumieć życie (2006)
- Barry Unsworth, The Ruby in Her Navel
- Peter Carey, Theft: A Love Story, wyd. pol. Złodziejstwo, czyli historia miłosna (2006)
- Robert Edric, Gathering the Water
- Howard Jacobson, Kalooki Nights, wyd. pol. Wieczory kaluki (2008)
- James Lasdun, Seven Lies
- Mary Lawson, The Other Side of the Bridge
- Jon McGregor, So Many Ways to Begin
- Claire Messud, The Emperor's Children, wyd. pol. Dzieci cesarza (2007)
- David Mitchell, Black Swan Green
- Naeem Murr, The Perfect Man
- Andrew O’Hagan, Be Near Me
- James Robertson, The Testament of Gideon Mack

Jury: Hermione Lee, Simon Armitage, Candia McWilliam, Anthony Quinn, Fiona Shaw. 

## 2007
laureatka
- Anne Enright, The Gathering – wyd. pol. Tajemnica rodu Hegartych(inne języki) (2008)

finaliści
- Nicola Barker(inne języki), Darkmans
- Mohsin Hamid, The Reluctant Fundamentalist – wyd. pol. Uznany za fundamentalistę(inne języki) (2008)
- Lloyd Jones, Mister Pip, wyd. pol. Pan Pip (2013)
- Ian McEwan, On Chesil Beach, wyd. pol. Na plaży Chesil(inne języki) (2008)
- Indra Sinha, Animal's People, wyd. pol. Dzieci Apokalipsy (2008)

pozostałe nominacje
- Edward Docx, Self Help
- Peter Ho Davies, The Welsh Girl
- Nikita Lalwani, Gifted, wyd. pol. Utalentowana (2008)
- Catherine O’Flynn, What Was Lost
- Michael Redhill, Consolation
- Tan Twan Eng, The Gift of Rain
- A.N. Wilson, Winnie & Wolf

Jury: Howard Davies, Wendy Cope, Giles Foden, Ruth Scurr, Imogen Stubbs. 
W tym samym roku Chinua Achebe otrzymał Man Booker International Prize. 

## 2008
laureat
- Aravind Adiga, The White Tiger – wyd. pol. Biały Tygrys(inne języki) (2008)

finaliści
- Sebastian Barry, The Secret Scripture, wyd. pol. Tajny dziennik
- Amitav Ghosh, Sea of Poppies
- Linda Grant, The Clothes on Their Backs
- Philip Hensher(inne języki), The Northern Clemency
- Steve Toltz(inne języki), A Fraction of the Whole

pozostałe nominacje
- John Berger, From A to X
- Michelle de Kretser, The Lost Dog
- Mohammed Hanif, A Case of Exploding Mangoes
- Joseph O’Neill, Netherland
- Salman Rushdie, The Enchantress of Florence, wyd. pol. Czarodziejka z Florencji (2009)
- Tom Rob Smith, Child 44
- Gaynor Arnold, Girl in a Blue Dress, wyd. pol. Dziewczyna w błękitnej sukience (2012)

Jury: Michael Portillo, Alex Clark, Louise Doughty, James Heneage, Hardeep Singh Kohli.

## 2009
laureatka
- Hilary Mantel, Wolf Hall – wyd. pol. W komnatach Wolf Hall(inne języki) (2010)

finaliści
- A.S. Byatt, The Children’s Book
- J.M. Coetzee, Summertime, wyd. pol. Lato
- Adam Foulds(inne języki), The Quickening Maze
- Simon Mawer(inne języki), The Glass Room
- Sarah Waters, The Little Stranger, wyd. pol. Ktoś we mnie(inne języki) (2009)

pozostałe nominacje
- Sarah Hall, How to Paint a Dead Man
- Samantha Harvey, The Wilderness
- James Lever, Me Cheeta
- Edward O’Loughlin, Not Untrue & Not Unkind
- James Scudamore, Heliopolis
- William Trevor, Love and Summer, wyd. pol. Lato miłości (2011)
- Colm Tóibín, Brooklyn, wyd. pol. Brooklyn (2009)

Jury: James Naughtie, Lucasta Miller, John Mullan, Sue Perkins, Michael Prodger. 
W tym samym roku Alice Munro otrzymała Man Booker International Prize. 

## 2010
laureat
- Howard Jacobson, The Finkler Question – wyd. pol. Kwestia Finklera(inne języki) (2011)

finaliści
- Peter Carey, Parrot and Olivier in America, wyd. pol. Parrot i Olivier w Ameryce (2011)
- Emma Donoghue, Room, wyd. pol. Pokój (2011)
- Damon Galgut(inne języki), In a Strange Room, wyd. pol. W obcym pokoju (2013)
- Andrea Levy, The Long Song
- Tom McCarthy, C

pozostałe nominacje
- Christos Tsiolkas, The Slap, wyd. pol. Klaps (2012)
- Alan Warner, The Stars in the Bright Sky
- David Mitchell, The Thousand Autumns of Jacob de Zoet, wyd. pol. Tysiąc jesieni Jacoba de Zoeta (2013)
- Rose Tremain, Trespass
- Paul Murray, Skippy Dies
- Lisa Moore, February
- Helen Dunmore, The Betrayal

Jury: Andrew Motion, Rosie Blau, Deborah Bull, Tom Sutcliffe, Frances Wilson. 

## 2011
laureat
- Julian Barnes, The Sense of an Ending – wyd. pol. Poczucie kresu(inne języki) (2012)

finaliści
- Carol Birch, Jamrach's Menagerie
- Patrick deWitt, The Sisters Brothers, wyd. pol. Bracia Sisters (2013)
- Esi Edugyan, Half-Blood Blues
- Stephen Kelman(inne języki), Pigeon English
- A D Miller(inne języki), Snowdrops

pozostałe nominacje
- Yvvette Edwards, A Cupboard Full of Coats
- Alison Pick, Far to Go
- D.J. Taylor, Derby Day
- Sebastian Barry, On Canaan's Side, wyd. pol. Po stronie Kanaanu (2015)
- Alan Hollinghurst, The Stranger's Child, wyd. pol. Obce dziecko (2012)
- Jane Rogers, The Testament of Jessie Lamb
- Patrick McGuinness, The Last Hundred Days

Jury: Stella Rimington, Matthew d'Ancona, Chris Mullin, Gaby Wood, Susan Hill. 
W tym samym roku Philip Roth otrzymał Man Booker International Prize.

## 2012
laureatka
- Hilary Mantel,  Bring Up the Bodies – wyd. pol. Na szafocie(inne języki) (2013)

finaliści
- Deborah Levy(inne języki),  Swimming Home
- Alison Moore(inne języki), The Lighthouse
- Will Self, Umbrella
- Tan Twan Eng,  The Garden of Evening Mists, wyd. pol. Ogród wieczornych mgieł(inne języki) (2013)
- Jeet Thayil(inne języki), Narcopolis

pozostałe nominacje
- Nicola Barker, The Yips
- Sam Thompson, Communion Town
- Rachel Joyce, The Unlikely Pilgrimage of Harold Fry, wyd. pol. Niezwykła wędrówka Harolda Fry (2013)
- Michael Frayn, Skios
- André Brink, Philida
- Ned Beauman, The Teleportation Accident

Jury: Peter Stothard, Dinah Birch, Amanda Foreman, Dan Stevens, Bharat Tandon. 

## 2013
laureatka
- Eleanor Catton, The Luminaries – wyd. pol. Wszystko, co lśni(inne języki) (2014)

finaliści
- NoViolet Bulawayo, We Need New Names
- Jim Crace, Harvest
- Jhumpa Lahiri, The Lowland, pol. wyd. Zagubieni wśród hiacyntów(inne języki) (2015)
- Ruth Ozeki(inne języki), A Tale for the Time Being, pol. wyd. W poszukiwaniu istoty czasu(inne języki) (2014)
- Colm Tóibín, The Testament of Mary, wyd. pol. Testament Marii(inne języki) (2014)

pozostałe nominacje
- Tash Aw, Five Star Billionaire, wyd. pol. Pięć okien z widokiem na Szanghaj (2014)
- Eve Harris, The Marrying of Chani Kaufman
- Richard House, The Kills
- Alison Macleod, Unexploded
- Colum McCann, TransAtlantic
- Charlotte Mendelson, Almost English
- Donal Ryan, The Spinning Heart, wyd. pol. Dwadzieścia jeden uderzeń serca (2019)

Jury: Robert Douglas-Fairhurst, Natalie Haynes, Martha Kearney, Stuart Kelly, Robert Macfarlane. 
W tym samym roku Lydia Davis otrzymała Man Booker International Prize. 

## 2014
laureat
- Richard Flanagan, The Narrow Road to the Deep North – wyd. pol. Ścieżki północy(inne języki) (2015)

finaliści
- Joshua Ferris(inne języki), To Rise Again at a Decent Hour, wyd. pol. Wstać znowu o ludzkiej porze(inne języki) (2015)
- Karen Joy Fowler, We Are All Completely Beside Ourselves, wyd. pol. Nie posiadamy się ze szczęścia(inne języki) (2016)
- Howard Jacobson, J
- Neel Mukherjee(inne języki), The Lives of Others
- Ali Smith, How to Be Both

pozostałe nominacje
- Niall Williams, History of the Rain
- Richard Powers, Orfeo, wyd. pol. Orfeusz (2014)
- Siri Hustvedt, The Blazing World, wyd. pol. Świat w płomieniach (2017)
- Paul Kingsnorth, The Wake
- David Nicholls, Us, wyd. pol. My (2015)
- Joseph O’Neill, The Dog
- David Mitchell, The Bone Clocks, wyd. pol. Czasomierze (2016)

Jury: A.C. Grayling, Jonathan Bate, Sarah Churchwell, Daniel Glaser, Alastair Niven, Erica Wagner. 

## 2015
laureat
- Marlon James, A Brief History of Seven Killings – wyd. pol. Krótka historia siedmiu zabójstw (2016)

finaliści
- Tom McCarthy(inne języki), Satin Island
- Chigozie Obioma(inne języki), The Fishermen, wyd. pol. Rybacy(inne języki) (2016)
- Sunjeev Sahota(inne języki), The Year of the Runaways
- Anne Tyler, A Spool of Blue Thread, wyd. pol. Na szpulce niebieskiej nici(inne języki) (2015)
- Hanya Yanagihara,  A Little Life, wyd. pol. Małe życie(inne języki) (2016)

pozostałe nominacje
- Bill Clegg, Did You Ever Have a Family, wyd. pol. Czy miałaś kiedyś rodzinę? (2016)
- Anne Enright, The Green Road
- Laila Lalami, The Moor's Account
- Andrew O’Hagan, The Illuminations
- Marilynne Robinson, Lila
- Anuradha Roy, Sleeping on Jupiter, wyd. pol. Sny o Jowiszu (2017)
- Anna Smaill, The Chimes

Jury: Michael Wood, Ellah Wakatama, John Burnside, Sam Leith, Frances Osborne. 
W tym samym roku László Krasznahorkai otrzymał Man Booker International Prize. 

## 2016
laureat
- Paul Beatty, The Sellout – wyd. pol. Sprzedawczyk(inne języki) (2018)

finaliści
- Deborah Levy(inne języki), Hot Milk, wyd. pol. Gorące mleko(inne języki) (2017)
- Graeme Macrae Burnet(inne języki), His Bloody Project, wyd. pol. Jego krwawe zamiary(inne języki) (2018)
- Ottessa Moshfegh, Eileen, wyd. pol. Byłam Eileen(inne języki) (2016)
- David Szalay(inne języki), All That Man Is, wyd. pol. Czym jest człowiek(inne języki) (2018)
- Madeleine Thien, Do Not Say We Have Nothing, wyd. pol. Nie mówcie, że nie mamy niczego(inne języki) (2017)

pozostałe nominacje
- Elizabeth Strout, My Name Is Lucy Barton, wyd. pol. Mam na imię Lucy (2016)
- J.M. Coetzee, The Schooldays of Jesus, wyd. pol. Lata szkolne Jezusa (2018)
- A.L. Kennedy, Serious Sweet
- Ian McGuire, The North Water, wyd. pol. Na wodach północy (2017)
- Wyl Menmuir, The Many
- David Means, Hystopia
- Virginia Reeves, Work Like Any Other

Jury: Amanda Foreman, Jon Day, Abdulrazak Gurnah, David Harsent, Olivia Williams

## 2017
laureat
- George Saunders, Lincoln in the Bardo – wyd. pol. Lincoln w Bardo(inne języki) (2018)

finaliści
- Paul Auster, 4 3 2 1, wyd. pol. 4321 (2018)
- Emily Fridlund(inne języki), History of Wolves, wyd. pol. Historia wilków(inne języki) (2019)
- Mohsin Hamid, Exit West, wyd. pol. Drzwi na Zachód(inne języki) (2018)
- Fiona Mozley(inne języki), Elmet, wyd. pol. Elmet (2023)
- Ali Smith, Autumn, wyd. pol. Jesień (2020)

pozostałe nominacje
- Sebastian Barry, Days Without End, wyd. pol. Dni bez końca (2019)
- Mike McCormack, Solar Bones, wyd. pol. Słoneczny Szkielet (2024)
- Jon McGregor, Reservoir 13, wyd. pol. Zbiornik 13 (2017)
- Arundhati Roy, Ministry of Utmost Happiness, wyd. pol. Ministerstwo niezrównanego szczęścia (2017)
- Kamila Shamsie, Home Fire
- Zadie Smith, Swing Time, wyd. pol. Swing Time (2017)
- Colson Whitehead, The Underground Railroad, wyd. pol. Kolej podziemna (2017)

Jury: Baroness Lola Young, Lila Azam Zanganeh, Sarah Hall, Tom Phillips, Colin Thubron. 

## 2018
laureatka
- Anna Burns, Milkman - wyd. pol. Mleczarz (2024)

finaliści
- Daisy Johnson, Everything Under, wyd. pol. Pod Powierzchnią(inne języki) (2019)
- Rachel Kushner(inne języki), Mars Room, wyd. pol. Mars Room(inne języki) (2019)
- Esi Edugyan, Washington Black, wyd. pol. Washington Black (2020)
- Richard Powers, The Overstory, wyd. pol. Listowieść (2021)
- Robin Robertson(inne języki), The Long Take

pozostałe nominacje
- Belinda Bauer, Snap, wyd. pol. Ostrze (2020)
- Nick Drnaso, Sabrina, wyd. pol. Sabrina (2020)
- Guy Gunaratne, In Our Mad and Furious City
- Sophie Mackintosh, The Water Cure
- Michael Ondaatje, Warlight, wyd. pol. Światła wojny (2019)
- Sally Rooney, Normal People, wyd. pol. Normalni ludzie (2020)
- Donal Ryan, From a Low and Quiet Sea

Jury: Kwame Anthony Appiah, Val McDermid, Leo Robson, Jacqueline Rose, Leanne Shapton. 

## 2019
laureaci
- Margaret Atwood, The Testaments – wyd. pol. Testamenty (2020)
- Bernardine Evaristo, Girl, Woman, Other – wyd. pol. Dziewczyna, kobieta, inna(inne języki) (2021)

finaliści
- Lucy Ellmann(inne języki), Ducks, Newburyport
- Chigozie Obioma(inne języki), An Orchestra of Minorities, wyd. pol. Orkiestra bezbronnych (2020)
- Salman Rushdie, Quichotte, wyd. pol. Quichotte (2020)
- Elif Şafak, 10 Minutes 38 Seconds in This Strange World, wyd. pol. 10 minut i 38 sekund na tym dziwnym świecie (2020)

pozostałe nominacje
- Deborah Levy, The Man Who Saw Everything
- Valeria Luiselli, Lost Children Archive, wyd. pol. Archiwum zagubionych dzieci (2021)
- Max Porter, Lanny, wyd. pol. Lanny (2019)
- Jeanette Winterson, Frankissstein
- Kevin Barry, Night Boat to Tangier, wyd. pol. Nocny prom do Tangeru (2020)
- Oyinkan Braithwaite, My Sister the Serial Killer, wyd. pol. Moja siostra morduje seryjnie (2020)
- John Lanchester, The Wall

Jury: Peter Florence, Liz Calder, Xiaolu Guo, Afua Hirsch, Joanna MacGregor. 

## 2020
laureat
- Douglas Stuart, Shuggie Bain – wyd. pol. Shuggie Bain (2021)

finaliści
- Diane Cook(inne języki),The New Wilderness
- Tsitsi Dangarembga(inne języki), This Mournable Body
- Avni Doshi(inne języki), Burnt Sugar, wyd. pol. Gorzki cukier(inne języki) (2023)
- Maaza Mengiste(inne języki), The Shadow King
- Brandon Taylor(inne języki), Real Life

pozostałe nominacje
- Kiley Reid, Such a Fun Age, wyd. pol. Ten dziwny wiek (2022)
- Anne Tyler, Redhead by the Side of the Road
- Sophie Ward, Love and Other Thought Experiments
- C. Pam Zhang, How Much of These Hills Is Gold, wyd. pol. Ile z gór tych złota (2021)
- Gabriel Krauze, Who They Was, wyd. pol. Tu byli, tak stali (2022)
- Hilary Mantel, The Mirror & the Light, wyd. pol. Lustro i światło (2020)
- Colum McCann, Apeirogon, wyd. pol. Apeirogon (2021)

Jury: Margaret Busby, Lee Child, Sameer Rahim, Lemn Sissay, Emily Wilson. 

## 2021
laureat
- Damon Galgut(inne języki), The Promise – wyd. pol. Obietnica (2022)

finaliści
- Anuk Arudpragasam(inne języki), A Passage North
- Patricia Lockwood(inne języki), No One Is Talking About This, wyd. pol. Nikt o tym nie mówi (2023)
- Nadifa Mohamed(inne języki), The Fortune Men, wyd. pol. Szczęśliwcy (2023)
- Richard Powers, Bewilderment, wyd. pol. Zadziwienie (2023)
- Maggie Shipstead(inne języki), Great Circle, wyd. pol. Wielki krąg (2021)

pozostałe nominacje
- Rachel Cusk, Second Place
- Nathan Harris, The Sweetness of Water
- Kazuo Ishiguro, Klara and the Sun, wyd. pol. Klara i słońce (2021)
- Karen Jennings, An Island
- Mary Lawson, A Town Called Solace
- Sunjeev Sahota, China Room
- Francis Spufford, Light Perpetual

Jury: Maya Jasanoff, Horatia Harrod, Natascha McElhone, Rowan Williams, Chigozie Obioma. 

## 2022
laureat
- Shehan Karunatilaka, The Seven Moons of Almeida(inne języki) – wyd. pol. Siedem księżyców Maalego Almeidy (2023)

finaliści
- NoViolet Bulawayo, Glory
- Alan Garner(inne języki), Treacle Walker, wyd. pol. Znachodź (2024)
- Claire Keegan(inne języki), Small Things Like These, wyd. pol. Drobiazgi takie jak te(inne języki) (2022)
- Percival Everett(inne języki), The Trees
- Elizabeth Strout, Oh William!, wyd. pol. William (2021)

pozostałe nominacje
- Audrey Magee, The Colony, wyd. pol. Kolonia (2024)
- Selby Wynn Schwartz, After Sappho, wyd. pol. Po Safonie (2024)
- Leila Mottley, Nightcrawling, wyd. pol. Ślady Nocy (2024)
- Maddie Mortimer, Maps of Our Spectacular Bodies, wyd. pol. Mapy naszych spektakularnych ciał (2023)
- Graeme Macrae Burnet, Case Study, wyd. pol. Studium przypadku (2025)
- Hernan Diaz, Trust, wyd. pol. Zaufanie (2023)
- Karen Joy Fowler, Booth

Jury: Neil MacGregor, Shahidha Bari, Helen Castor, M. John Harrison, Alain Mabanckou.

## 2023
laureat
- Paul Lynch, Prophet Song - wyd. pol. Pieśń prorocza (2024)

finaliści
- Paul Murray, The Bee Sting, wyd. pol. Żądło (2025)
- Chetna Maroo, Western Lane, wyd. pol. Western Lane (2024)
- Paul Harding, This Other Eden
- Jonathan Escoffery, If I Survive You
- Sarah Bernstein, Study for Obedience

pozostałe nominacje
- Tan Twan Eng, The House of Doors, wyd. pol. Dom drzwi (2024)
- Martin MacInnes, In Ascension
- Viktoria Lloyd-Barlow, All the Little Bird-Hearts, wyd. pol. Śpiew ptasich serc (2024)
- Siân Hughes, Pearl
- Elaine Feeney, How to Build a Boat
- Sebastian Barry, Old God's Time, wyd. pol. Czas starego Boga (2024)

Jury: Esi Edugyan, Adjoa Andoh, Robert Webb, James Shapiro, Mary Jean Chan.

## 2024
laureatka
- Samantha Harvey, Orbital - wyd. pol. Orbita (2025)

finaliści
- Anne Michaels, Held
- Rachel Kushner, Creation Lake
- Percival Everett, James, wyd. pol. James (2025)
- Yael van der Wouden, The Safekeep
- Charlotte Wood, Stone Yard Devotional

pozostałe nominacje
- Tommy Orange, Wandering Stars
- Colin Barrett, Wild Houses
- Claire Messud, This Strange Eventful History
- Richard Powers, Playground, wyd. pol. Plac zabaw (2025)
- Sarah Perry, Enlightenment
- Hisham Matar, My Friends
- Rita Bullwinkel, Headshot

Jury: Edmund de Waal, Yiyun Li, Nitin Sawhney, Sara Collins, Justine Jordan.

## 2025
nominacje:
- Claire Adam, Love Forms
- Tash Aw, The South
- Natasha Brown, Universality
- Jonathan Buckley, One Boat
- Susan Choi, Flashlight
- Kiran Desai, The Loneliness of Sonia and Sunny
- Katie Kitamura, Audition
- Ben Markovits, The Rest of Our Lives
- Andrew Miller, The Land in Winter
- Maria Reva, Endling
- David Szalay, Flesh
- Benjamin Wood, Seascraper
- Ledia Xhoga, Misinterpretation

Jury: Roddy Doyle, Ayọ̀bámi Adébáyọ̀, Sarah Jessica Parker, Chris Power, Kiley Reid.